# Pierre Goudelin (juriste)
Pour les articles homonymes, voir Pierre Goudelin (homonymie).
Pierre Goudelin (Ath, 8 août 1550 - 18 octobre 1619) juriste, avocat à Ath et échevin, enseigna à l'Université de Louvain dont il devint le recteur. 

## Biographie
Pierre Goudelin (Petrus Gudelinus) naquit à Ath le 8 août 1550. Son père et ses ancêtres paternels avaient été échevins de la ville. Il fit ses premières classes au Collège d'Ath où il apprit le latin et le grec, la poésie et la rhétorique. 
À l'âge de 15 ans, il alla étudier la philosophie au « Collège du Faucon » à Louvain où il remporta la 3e place de son cours à la promotion de 1567. Il continua ses études dans la même université où il étudia la jurisprudence, les mathématiques, la géométrie et l'astronomie.
Il se rendit ensuite à Malines où il passa huit mois à s'initier à la pratique du Barreau sous la direction de son cousin Jacques Buysset, secrétaire ordinaire du Roi et greffier au Grand-Conseil. 
Revenu à Louvain, il prit le titre de « Licencié en l'un et l'autre droit » le 7 mai 1752, ce qui lui permit d'exercer la fonction d'avocat à Malines pendant 4 ans. Ses maîtres Jean Wamesius, Philippe Zueris et Gérard Cavérison l'on rappelé à Louvain où il donna des leçons de droit. La même année, après le départ du docteur François Goethals pour l'Université de Douai, Goudelin le remplaça en qualité de « Professeur Royal des titres du Digeste ou du Code ».
Lors de la dictature du Duc d'Albe, pour échapper aux agitations politiques, ils se retira dans sa ville natale où il exerça l'échevinage en 1582 et 1583
Le 31 août 1586, il fut nommé recteur de l'Université de Louvain et reçut le 23 septembre les honneurs du « Doctorat en l'un et l'autre droit ».
Goudelin fut choisi comme recteur une seconde fois le 28 février 1586.
Le 27 juillet 1587, la Régence de la ville le nomma « Professeur ordinaire du Digeste », titre qu'il conserva pendant 29 ans. 
Dès  1594, il exerça la fonction d'« assesseur du Conservatoire des Privilèges académiques » pendant 25 ans. 
Pierre Goudelin mourut le 18 octobre 1619 à l'âge de 69 ans. Il fut enterré dans l'église des Carmes Déchaussés, rue Saint-Quentin.
- De jure novissimo, Anvers, 1620
- De jure feudorum, Louvain, 1624
- De jure pacis, Louvain,1620
- Syntagma regularum juris, Anvers, 1640

## Sources et notes
1. ↑  Mémoires pour servir à l'histoire littéraire des dix-sept provinces des Pays-Bas, de la Principauté de Liège et de quelques autres contrées voisines. Tome dix-septième. A Louvain. De l'imprimerie académique. 1759
2. ↑  Célestin-Joseph Bertrand, Histoire de la Ville d'Ath, Mons, Duquesne-Masquillier, 1906, p. 427

- « Pierre Goudelin (juriste) », dans Louis-Gabriel Michaud, Biographie universelle ancienne et moderne : histoire par ordre alphabétique de la vie publique et privée de tous les hommes avec la collaboration de plus de 300 savants et littérateurs français ou étrangers, 2e édition, 1843-1865 [détail de l’édition]
- Notices d'autorité :   - VIAF
  - ISNI
  - BnF (données)
  - IdRef
  - LCCN
  - GND
  - Italie
  - Belgique
  - Pays-Bas
  - Vatican
  - Tchéquie
  - WorldCat
- Ressource relative aux beaux-arts :   - British Museum
- Notices dans des dictionnaires ou encyclopédies généralistes :   - Biografisch Portaal van Nederland
  - Deutsche Biographie